# Criollo (álbum de La Mississippi)
Criollo es el duodécimo álbum de estudio de la banda argentina La Mississippi. Fue grabado y mezclado en los estudios Romaphonic de Buenos Aires por Mariano Bilinkis.
El título se debe a que las canciones nacieron en distintos puntos del interior de la Argentina. A diferencia de Inoxidables, el anterior trabajo del grupo con versiones de clásicos del rock argentino, Criollo contiene 10 composiciones originales. 
Fue grabado en cuatro etapas diferentes, entre septiembre de 2016 y marzo de 2017. 

## Historia
Las canciones de Criollo se fueron gestando durante un año de trabajo en los shows de la banda, durante las pruebas de sonido, en hoteles o viajando. «La idea de no detenerse para hacer un disco tiene como consecuencia que todo lo que hagas en el camino forme parte de este», manifestó el vocalista Ricardo Tapia.
Criollo es un disco que nace en el interior de la Argentina. Incluso, las canciones se fueron “curando” durante los shows, logrando una fuerte aceptación de los seguidores.
Por esta razón, el álbum fue grabado en cuatro etapas en Estudios Romaphonic de Buenos Aires: el quinteto primero registró «Odioso», «La montaña» y «Mala Memoria» (23 de septiembre de 2016); siguió con «Criollo» (29 y 30 de noviembre de 2016); luego plasmó «Cuando el corazón te guía», «Que onda wey» y «Tarde para hablar de amor» (28, 29, 30 y 31 de marzo de 2017); y, por último, «Cuando vos no estás», «Promesas del ayer» y «Los caminos» (10 y 11 de mayo de 2017).
En cuanto a lo musical, Tapia manifestó que «Criollo tiene musicalmente todo lo que la banda denomina "música negra argentina", y que no es otra cosa que el resultado de todo el aprendizaje de rock, blues, soul y demás yerbas eléctricas, mas la forma de hablar, sentir, escribir y explicar desde nosotros: esta mezcla contradictoria de mate, fernet y champagne que somos los argentinos». La banda recupera su gusto por los ritmos bien negros a los que les suma country, blues sureño y honky tonk.

## Lista de canciones
| N.º   | Título                      | Letras | Música                               | Duración |  |
| 1.    | «La montaña»                | Tapia  | Ginoi, Tordó, Tapia, Cannavo         | 3:08     |  |
| 2.    | «Mala memoria»              | Tapia  | Ginoi, Tordó, Tapia, Cannavo         | 3:07     |  |
| 3.    | «Promesas del ayer»         | Tapia  | Ginoi, Picazo, Tordó, Tapia, Cannavo | 4:35     |  |
| 4.    | «Cuando el corazón te guía» | Tapia  | Ginoi, Picazo, Tordó, Tapia, Cannavo | 4:10     |  |
| 5.    | «Criollo»                   | Tapia  | Ginoi, Tordó, Tapia, Cannavo         | 3:10     |  |
| 6.    | «Odioso»                    | Tapia  | Ginoi, Tordó, Tapia, Cannavo         | 4:20     |  |
| 7.    | «Que onda wey»              | Tapia  | Ginoi, Picazo, Tordó, Tapia, Cannavo | 2:53     |  |
| 8.    | «Cuando vos no estás»       | Tapia  | Ginoi, Picazo, Tordó, Tapia, Cannavo | 3:29     |  |
| 9.    | «Tarde para hablar de amor» | Tapia  | Ginoi, Picazo, Tordó, Tapia, Cannavo | 3:18     |  |
| 10.   | «Los caminos»               | Tapia  | Ginoi, Tordó, Tapia, Cannavo         | 3:02     |  |
| 35:25 |                             |        |                                      |          |  |

## Sencillos
- «Odioso»
- «La montaña»
- «Mala memoria»
- «Criollo»
- «Cuando el corazón te guía»

## Músicos
- Ricardo Tapia - voz, guitarra rítmica, slide, acústicas de seis y doce cuerdas y armónica.
- Gustavo Ginoi - guitarra eléctrica y acústica.
- Claudio Cannavo - bajo.
- Juan Carlos Tordó - batería.
- Gastón Picazo - teclados.[1]